# موسى مانيك
موسى مانيك مواليد 29 ديسمبر 1963 في ماليه، هو لاعب كرة قدم مالديفي سابق كان يجيد اللعب في مركز الوسط.

## المسيرة الاحترافية

### أندية لعب لها
- نادي نيو راديانت

## روابط خارجية
- موسى مانيك على موقع الاتحاد الدولي (مؤرشف)  (الإنجليزية)
- موسى مانيك على موقع ناشيونال فوتبول تيمز (الإنجليزية)